# L'amica dell'uomo giallo
L'amica dell'uomo giallo (Die Herrin der Welt 1. Teil - Die Freundin des gelben Mannes) è un film muto del 1919 diretto da Joseph Klein e Joe May. È il primo episodio della serie La signora del mondo, prodotta da Joe May.

## Trama
La giovane danese Maud Gregaards, tramite un annuncio, trova lavoro come governante a Canton. Ma, nella città cinese, Maud va a finire in un bordello. Rapita e tenuta prigioniera, viene liberata da un compagno di viaggio, Kien-Lung, un medico cinese che ha studiato in Europa. Il dottore, però, cade nelle mani di Hai-Fung, il rapitore di Maud. Prigioniero anche lui, Kien-Lung viene brutalmente torturato. Sarà salvato dall'intervento di Maud e del console Madsen. Kien-Lung è attirato dalla bella ragazza europea, ma costei nasconde un segreto. E quel segreto la porta a cercare la vendetta.
Episodi del serial:
1. L'amica dell'uomo giallo (Die Herrin der Welt 1. Teil - Die Freundin des gelben Mannes), regia di Joseph Klein e Joe May
2. Die Herrin der Welt 2. Teil - Die Geschichte der Maud Gregaards, regia di Joe May
3. Die Herrin der Welt 3. Teil - Der Rabbi von Kuan-Fu, regia di Joe May
4. Il re Makomba (Die Herrin der Welt 4. Teil - König Macombe), regia di Joseph Klein e Uwe Jens Krafft
5. Ophir, la città del passato (Die Herrin der Welt 5. Teil - Ophir, die Stadt der Vergangenheit), regia di Uwe Jens Krafft
6. La miliardaria (Die Herrin der Welt 6. Teil - Die Frau mit den Millionarden), regia di Uwe Jens Krafft
7. La benefattrice dell'umanità (Die Herrin der Welt, 7. Teil - Die Wohltäterin der Menschheit), regia di Karl Gerhardt
8. La vendetta di Maud (Die Herrin der Welt 8. Teil - Die Rache der Maud Fergusson), regia di Joe May

## Produzione
Il film fu prodotto dall'Universum Film (UFA) e dalla May-Film.

## Distribuzione
Distribuito dall'Universum Film (UFA), il film fu presentato in prima il 5 dicembre 1919 al Tauentzien-Palast di Berlino.
In Italia, venne distribuito nel 1921 dalla società Danisk; uscì in sala in una versione di 1844 metri con il visto di censura 15423 rilasciato nell'ottobre 1920 con la visione al pubblico approvata con riserva.

### Censura
Per la versione da distribuire in Italia, la censura italiana ordinò di sopprimere le seguenti scene:
- Nell'atto 3° la scena in cui Hai-Fong chiude Maud in una botola dove poi immette dell'acqua.
- Nell'atto 5° sopprimere la scena in cui un uomo ucciso giace sulla soglia della casa da tè mentre Maud fugge.
- Nell'atto 3° eliminare la scena della puntura della vena di un braccio e la didascalia: "La morte sia lenta", nonché la scena del supplizio di Hai-Fong.[2]